# باباجان (دلفان)
باباجان (دلفان)، روستایی از توابع بخش مرکزی شهرستان دلفان در استان لرستان ایران است.

## جمعیت
این روستا در دهستان نورآباد قرار دارد و براساس سرشماری مرکز آمار ایران در سال ۱۳۸۵، جمعیت آن ۶۶۳ نفر (۱۵۱خانوار) بوده‌است.

## آثار باستانی
تپه باباجان (دلفان)